# Cesare Giarratano
Cesare Giarratano (Popoli, 24 luglio 1880 – Lucca, 9 luglio 1953) è stato un filologo classico e latinista italiano.

## Biografia
Si laureò presso l'Università di Napoli “Federico II”, dove fu allievo di Enrico Cocchia. Fece parte, come Istitutore supplente, del primo corpo docente del Liceo Garibaldi sorto nel 1902, nell’edificio della Maddalena del gruppo delle Opere Pie (adibito a rito monastico, e situato nell’area detta della “Duchesca”, nei pressi di piazza Garibaldi), per suddivisione del Convitto nazionale “Vittorio Emanuele”. 
Insegnò poi nei licei di Lucca e Pisa. Dal 1924 fu libero Docente in Letteratura latina presso l’Università di Cagliari, dal 1927 fu titolare della cattedra di Letteratura latina nell’Università di Pisa e poi incaricato anche di Grammatica greca e latina e di Filologia classica. Dal 15 luglio 1948 fu membro dell’Accademia Nazionale dei Lincei. Lasciò l’insegnamento per raggiunti limiti di età nel 1950. 
Scrisse molti libri, ma si impegnò soprattutto come editore critico di testi latini.

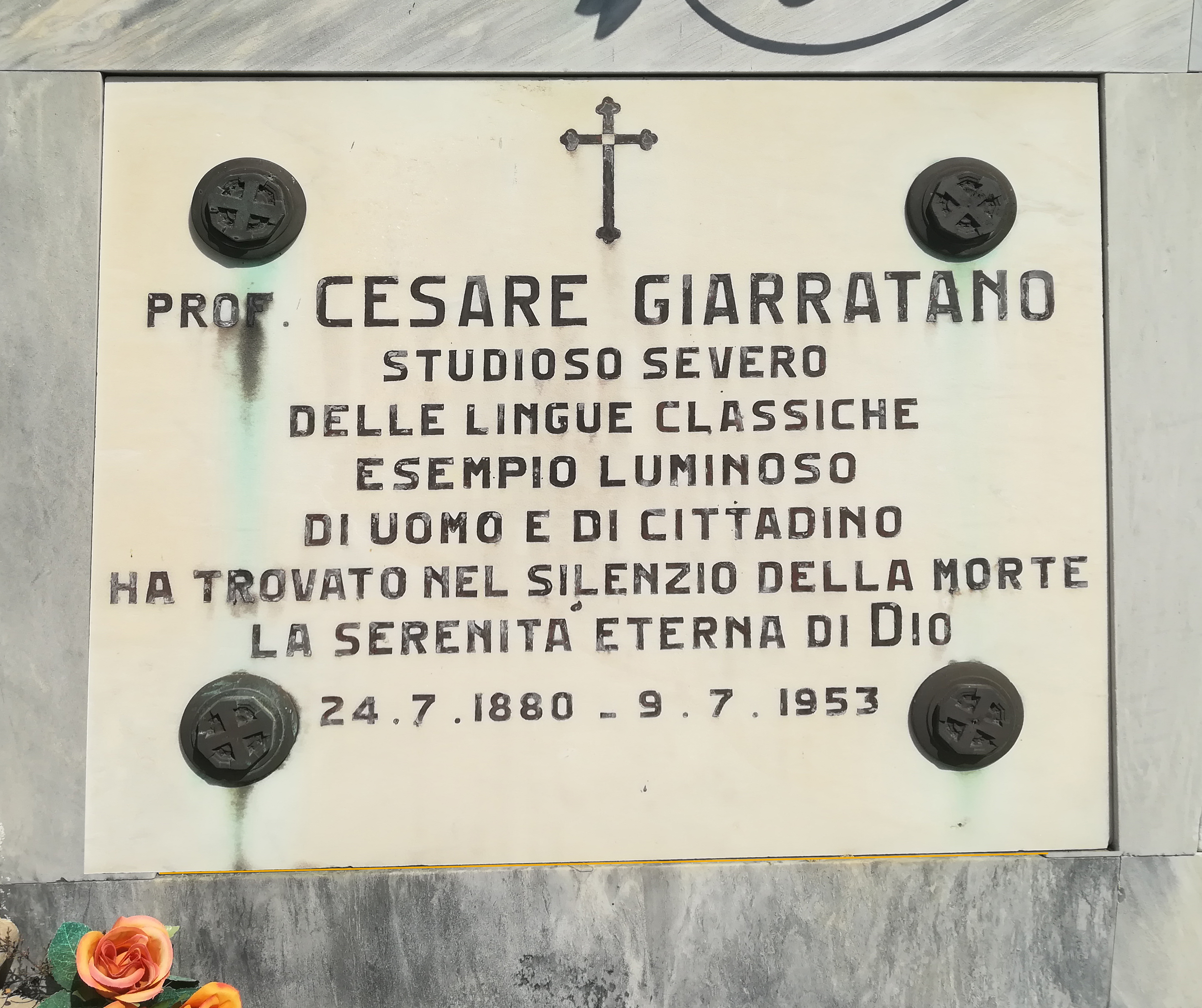

È sepolto nel cimitero di Lucca.